# Эрскин, Кэтрин
Кэтрин Эрскин (англ. Kathryn Erskine, род. Нидерланды) — американская детская писательница. Она выиграла Национальную книжную премию 2010 года в области молодёжной литературы и премию Долли Грей в области детской литературы 2012 года за свой роман «Пересмешник».

## Жизнь
Семья Эрскин много путешествовала в детстве из-за карьеры её отца. Она родилась в Нидерландах и жила в Южной Африке, Израиле, Канаде и Шотландии. Эрскин живёт в Вирджинии со своим мужем Биллом. У неё двое детей, Фиона и Гэвин. У семьи есть собака по имени Максин.
Она много лет работала юристом, прежде чем писать. Ведёт мастер-классы в Центре писателей.